# Bertil Ström
Leif Bertil Ström (ur. 3 stycznia 1953 w Helsingborgu) – szwedzki judoka. Olimpijczyk z Moskwy 1980, gdzie zajął piąte miejsce w wadze średniej.
Uczestnik mistrzostw świata w 1975 i 1979. Zdobył dwa medale mistrzostw nordyckich. 

## Letnie Igrzyska Olimpijskie 1980
| Konkurencja | Eliminacje                 | Repasaże                   | Repasaże                   | Finały                       | Klas. końcowa |
| Konkurencja | Przeciwnik I               | Przeciwnik I               | Przeciwnik II              | o 3. miejsce                 | Miejsce       |
| ----------- | -------------------------- | -------------------------- | -------------------------- | ---------------------------- | ------------- |
| 86 kg       | Jürg Röthlisberger (SUI) P | Henri-Richard Lobe (CMR) Z | Kostas Papakostas (CYP) WO | Aleksandrs Jackēvičs (URS) P | 5.            |